# What Price Hollywood?
What Price Hollywood? ist ein US-amerikanischer Spielfilm aus dem Jahre 1932 mit Constance Bennett in der Hauptrolle. Der Film ist einer der ersten Filme, die Glanz und Elend des Ruhms eines Filmstars realistisch darstellen.

## Handlung
Mary Evans möchte Schauspielerin in Hollywood werden. Einen ersten Schritt in diese Richtung meint sie erfolgreich genommen zu haben, als sie als Kellnerin im Brown Derby anfängt, wo sich die Stars die Klinke in die Hand geben. Eines Tages lernt sie Max Carey kennen, einen Filmregisseur. Carey glaubt, in Mary ein neues Talent entdeckt zu haben. Sie werden Freunde und Carey macht aus Mary einen neuen weiblichen Hollywoodstar. Gleichzeitig geht Careys Karriere, die im Stummfilm begann, langsam dem Abgrund entgegen. Carey ist ein schwerer Alkoholiker und befürchtet, dass sein Untergang Marys Karriere schaden könnte. Mary verliebt sich unterdessen in Lonny Borden, einen Playboy und charmanten Millionär. Die beiden heiraten, doch Bordens krankhafte Eifersucht gefährdet Marys Karriere. Sie verlässt ihren Ehemann und kehrt, obwohl schwanger, zu Max Carey zurück. Die junge Frau bemüht sich, Carey vor dem endgültigen Absturz zu bewahren, allerdings vergeblich. Carey begeht Selbstmord. Der Skandal um seinen Tod zerstört Marys Karriere. Sie flieht mit ihrem Kind aus Hollywood nach Paris, wo sie ihren Ehemann wiedertrifft und sich mit ihm versöhnt.

## Hintergrund
Constance Bennett war in den frühen Tonfilmtagen zu Ruhm gekommen. Ihre Popularität beruhte zum einen auf ihrer glaubhaften Darstellung ambitionierter junger Frauen, die sich aus eigener Kraft aus Elend und Armut an die Spitze der Gesellschaft hocharbeiten. Gleichzeitig war Bennetts Privatleben mehr als turbulent und ihre Affären füllten die Klatschpresse. Eine erste Ehe mit einem Millionär endete 1929 mit einer hohen sechsstelligen Abfindung. Die zweite Ehe brachte sie mit dem Marquis de la Falaise zusammen, der kurz vorher Gloria Swanson wegen Bennett verlassen hatte. Mehr oder weniger parallel hatte Bennett daneben noch Beziehungen mit Joel McCrea und Gilbert Roland. Dank eines ausgezeichneten Geschäftssinns handelte Bennett für sich die höchsten Gagen aus, die damals gezahlt wurden: für Bought bekam sie von Warner Brothers eine Wochengage von $ 30.000 bei einer garantierten Drehzeit von sechs Wochen. Der Streifen wurde nach 17 Tagen abgedreht und Bennett erhielt trotzdem das volle Gehalt. Daneben zahlte ihr Heimatstudio RKO ihr pro Jahr weitere $ 350.000.
1932 allerdings war Bennetts Ruhm am verblassen. Mit Irene Dunne und Katharine Hepburn waren neue Konkurrentinnen erschienen, die für wesentlich weniger Geld mehr Zuschauer in die Kinos lockten. Dazu kam die nachlassende Qualität der Drehbücher, die sich meist darauf beschränkten, Constance Bennett in jeder Szene in einem neuen Outfit und mit neuer Frisur zu präsentieren, statt das schauspielerische Talent zu fördern. David O. Selznick, ein guter Freund der Bennett, nahm sich der Schauspielerin an, kaum dass er als verantwortlicher Produzent von Paramount Pictures zu RKO gewechselt war. Eine Kurzgeschichte der Drehbuchautorin Adela Rogers St. John über Aufstieg und Fall einer ambitionierten jungen Schauspielerin schien ihm das perfekte Vehikel für den nächsten Film der Bennett. 
Selznick übernahm die Arbeit am Drehbuch selber und baute in den Charakter des Regisseurs Max Carey vielen Facetten aus aktuellen Ereignissen ein. Eine Inspiration war dabei der aktuelle Fall von Marshall Neilan, dessen Trunksucht seine Karriere beendet hatte. Auch John Barrymore und John Gilbert waren stadtbekannte Alkoholiker, deren Sucht ihren Niedergang beschleunigte. Der Selbstmord von Carey im Schlafzimmer von Mary nimmt die Ereignisse um den Tod von Paul Bern vorweg, dem Ehemann von Jean Harlow, der die Skandalpresse über Monate beschäftigte. Lowell Sherman war zur Zeit der Dreharbeiten der Schwager von John Barrymore und übernahm etliche Züge des Stars in seine Interpretation der Rolle. Der Film hatte unter anderem die Arbeitstitel The Truth About Hollywood, Hollywood Madness und Hollywood Merry-Go-Round. Zunächst sollte William Seiter die Regie übernehmen und Joel McCrea die Rolle des Lonny Borden übernehmen. Kosten von $ 411.676 machten aus dem Film eine der teureren RKO-Produktionen des Jahres. An der Kinokasse erwies sich What Price Hollywood? als einer der wenigen Hits in einem für die Filmindustrie wirtschaftlich extrem schwierigen Jahr. 
What Price Hollywood? ist in gewisser Hinsicht ein Vorläufer von Ein Stern geht auf, den David O. Selznick 1937 produzierte.

## Kritiken
Die meisten Kritiken waren verhalten freundlich. 
In der New York Times befand der Rezensent am 15. Juli 1932: 
Parts of "What Price Hollywood" are very amusing, intentionally, and others are despite themselves. Sections of it are very sorrowful, in the bewildered manner of a lost scenario writer, and yet others are quite agreeable. There is some good acting in the picture—much more, indeed, than it deserves. There are two good portraits, by Lowell Sherman as the director (dead, as note above) and Gregory Ratoff as a producer. And there is Constance Bennett.

## Auszeichnungen
Bei der Oscarverleihung 1932 erhielt der Film eine Nominierung in der Kategorie
- Beste Originalgeschichte.